# Noctivox mikhaili
Noctivox mikhaili är en insektsart som beskrevs av Andrej Vasiljevitj Gorochov 2007. Noctivox mikhaili ingår i släktet Noctivox och familjen syrsor. Inga underarter finns listade i Catalogue of Life.